# Stazione di Coghinas
La stazione di Coghinas è una fermata della ferrovia Sassari-Tempio-Palau situata nel territorio comunale di Perfugas. Chiusa al pubblico in seguito alla cessazione del servizio viaggiatori lungo la linea, dal 1997 viene utilizzata nell'ambito turistico-naturalistico del Trenino Verde.

## Storia

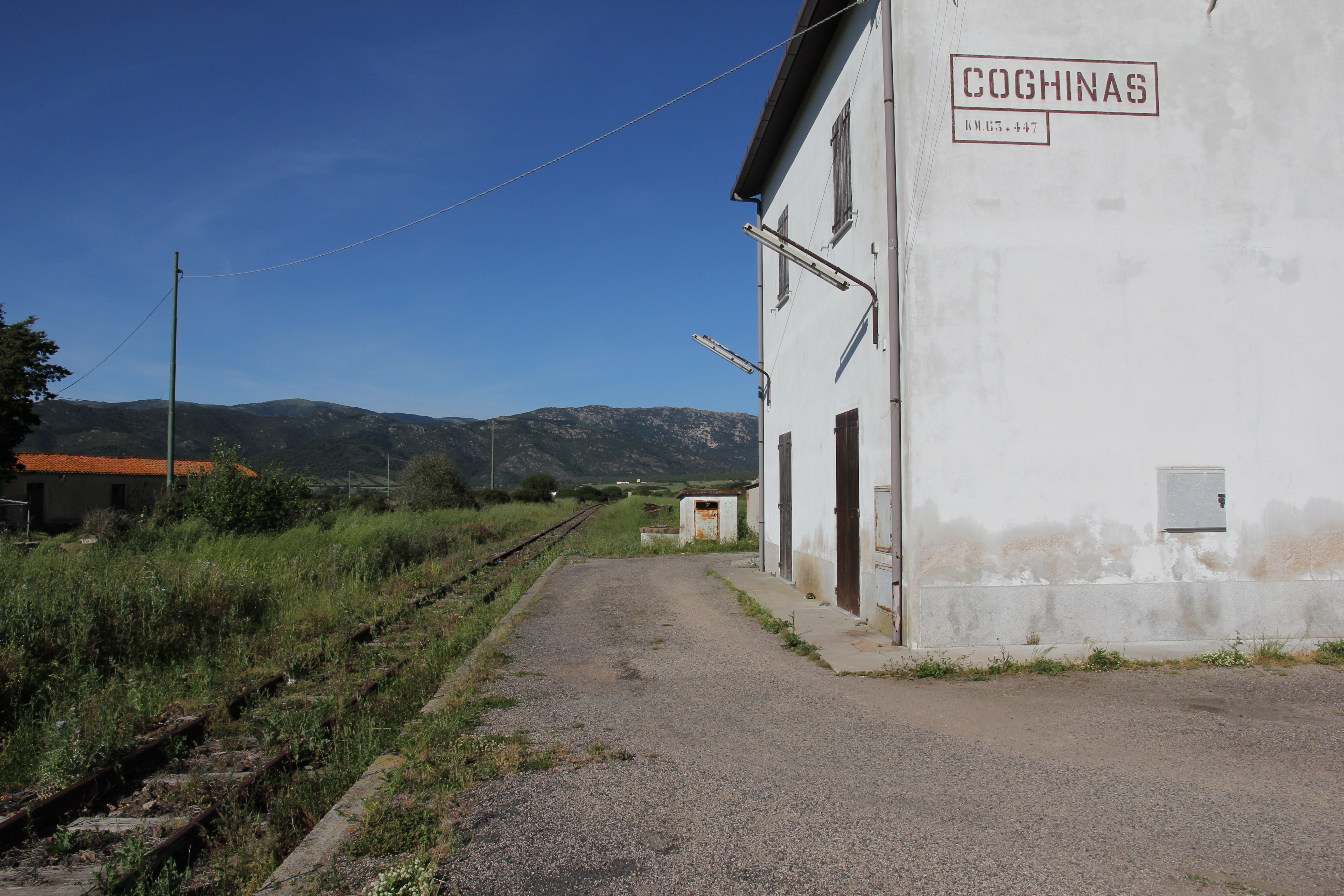
La denominazione dell'impianto deriva dalla presenza del corso del fiume Coghinas in prossimità della fermata

La nascita della fermata di Coghinas è inquadrata nel contesto della realizzazione, tra la fine degli anni venti e i primi dei trenta del secolo scorso, di una ferrovia a scartamento ridotto per il collegamento dei centri abitati di Sassari e Palau, passando per la città di Tempio Pausania.
La linea venne progettata e realizzata dalle Ferrovie Settentrionali Sarde che il 16 novembre 1931 inaugurarono il primo tronco di ferrovia, compreso l'impianto di Coghinas, che deve il suo nome all'omonimo fiume che scorre nelle vicinanze. Nei primi anni di attività lo scalo era identificato come fermata facoltativa negli orari sociali, sempre in quel periodo nel 1933 la gestione di fermata e ferrovia passò alla Strade Ferrate Sarde, a cui subentrò nel 1989 la gestione governativa delle Ferrovie della Sardegna.
Fu durante l'amministrazione delle FdS che la fermata perse importanza per via della riorganizzazione del sistema dei trasporti pubblici in Sardegna, che portò alla chiusura ai servizi di trasporto pubblico della Nulvi-Palau e conseguentemente dello scalo ai viaggiatori. Così, dal 16 giugno 1997, l'impianto viene utilizzato esclusivamente a scopo turistico soprattutto nel periodo estivo, nell'ambito del servizio Trenino Verde organizzato dell'ARST, gestore unico della linea dal 2010.

## Strutture e impianti

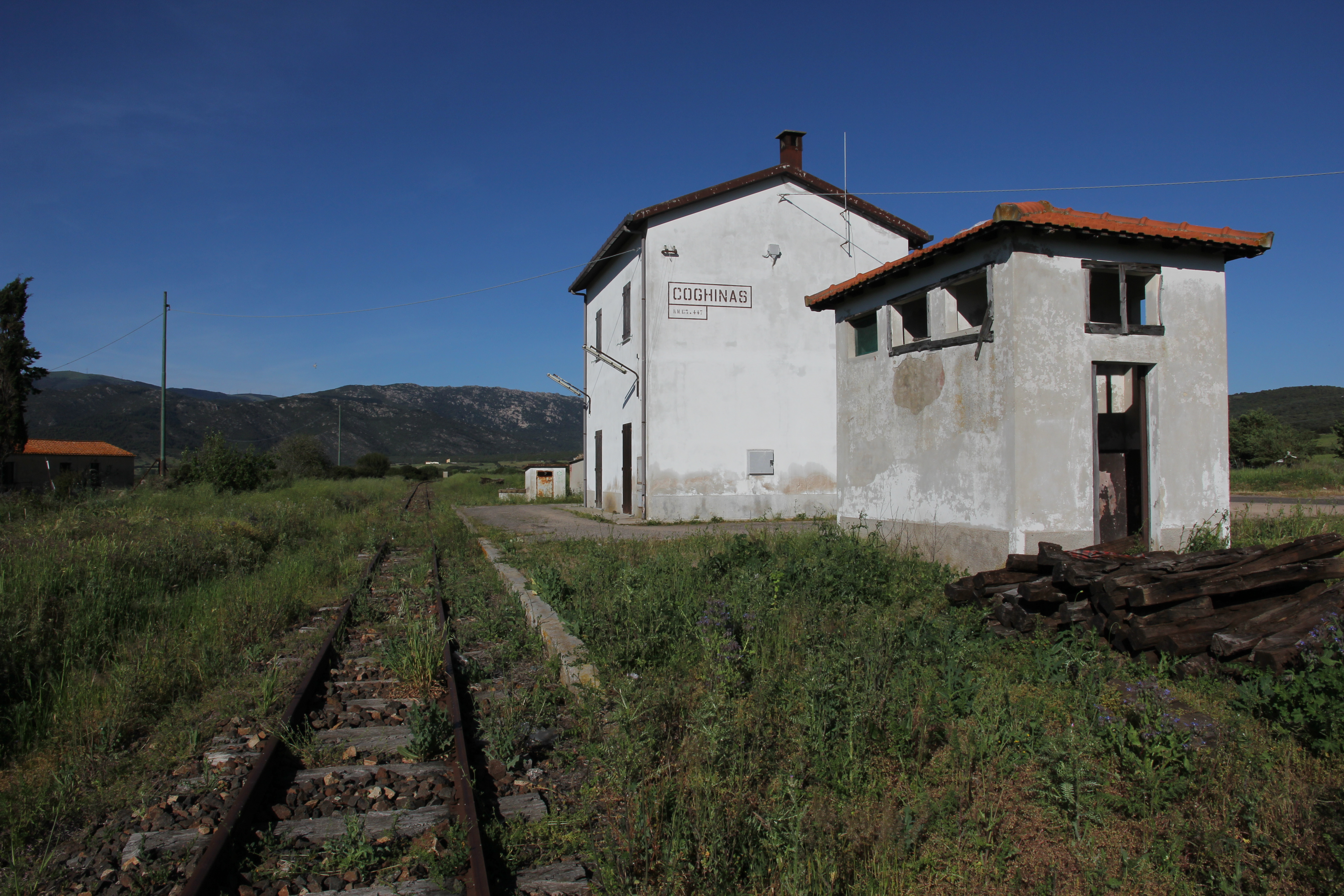
Lo scalo visto in direzione Palau, con il binario dello scalo a sinistra e gli edifici della fermata sulla destra

La scalo, ubicato in aperta campagna, è situato a ridosso della Settentrionale Sarda, la più antica via di collegamento del nord Sardegna e principale arteria di collegamento tra Sassari e Tempio Pausania sino all'entrata in esercizio della direttissima 672. Posto ad un'altezza di 42 metri sul livello del mare dista 63,5 km da Sassari e 86,7 da Palau Marina.
Per quanto concerne l'infrastruttura ferroviaria la fermata comprende il solo binario di corsa, a scartamento ridotto (950 mm), affiancato da una banchina e dagli edifici dell'impianto. Questi ultimi comprendono il fabbricato viaggiatori, costruzione a due piani e tetto a falde dotata di altrettanti ingressi sul lato binari e in buon stato di conservazione, oltre ad un piccolo locale per le ritirate; presente inoltre un pozzo d'acqua per l'approvvigionamento idrico.

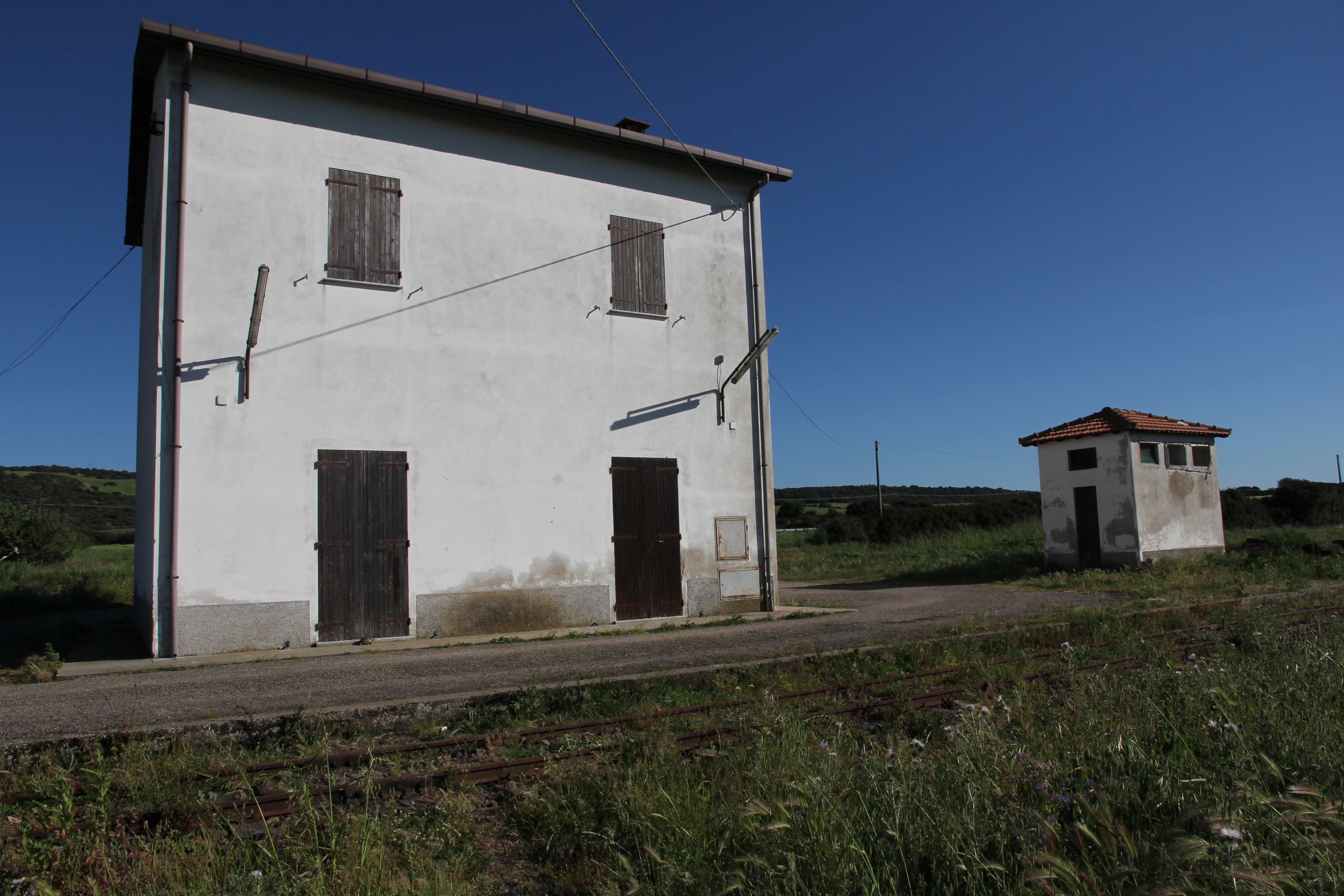
Il fabbricato viaggiatori (a sinistra) e quello dei servizi igienici (a destra)

Dal mese di giugno sino a ottobre l'area di pertinenza della fermata accoglie una postazione dei mezzi dell'apparato regionale antincendi.

## Movimento
Sino al giugno 1997, quando il tratto tra Nulvi e Palau della ferrovia fu chiuso al servizio di trasporto pubblico, lo scalo era servito dai treni regionali delle diverse concessionarie delle linee a scartamento ridotto del nord Sardegna, ultima delle quali la Ferrovie della Sardegna.
Dopo di allora la fermata di Coghinas è stata interessata esclusivamente dal traffico turistico dei convogli del Trenino Verde, sia quelli viaggianti a richiesta delle agenzie turistiche, che quelli già pianificati per il periodo estivo e aventi generalmente una frequenza di due corse alla settimana.

## Servizi
La fermata è dotata di servizi igienici e di una sala d'attesa, tuttavia dato l'impresenziamento dell'impianto tali servizi non sono di norma accessibili all'utenza.
- Sala d'attesa
- Servizi igienici

## Interscambi

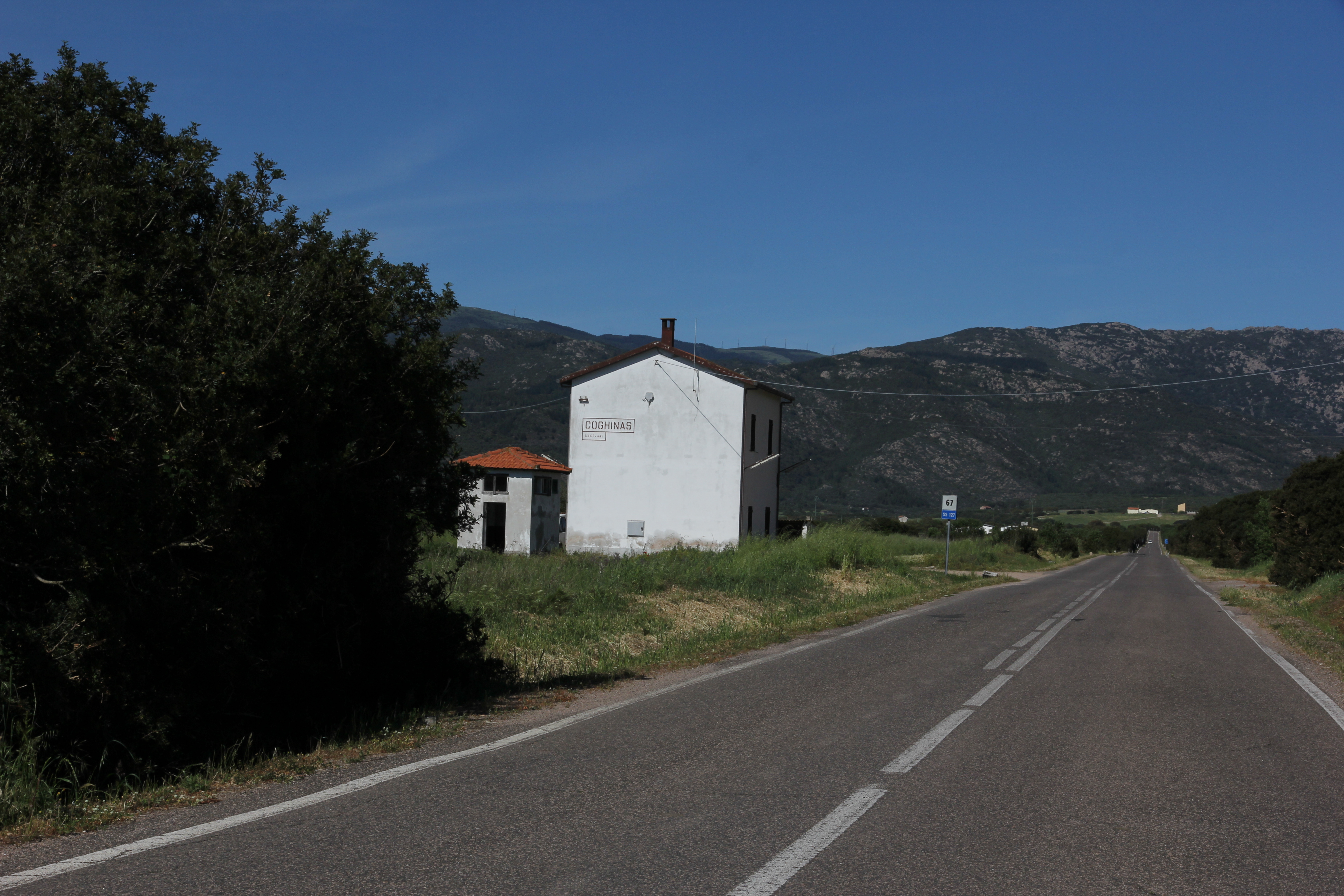
La stazione vista dalla SS 127: in quest'area effettuano fermata le autolinee ARST

Nel piazzale antistante la stazione è presente una fermata dei bus delle autolinee interurbane dell'ARST.
- Fermata autobus